# Bouwteam
Een bouwteam is een projectgebonden samenwerkingsverband tussen een opdrachtgever en één deskundige of meerdere deskundigen die, in gecoördineerd verband, samenwerken aan het ontwerp, de engineering van het ontwerp en de bouw.

## Achtergrond
Het doel van het bouwteam is om gezamenlijk tot een uitvoeringsgericht ontwerp te komen dat dan gerealiseerd kan worden. Het voordeel van het werken in een bouwteam is dat er vóórdat er bindende afspraken gemaakt wordt over de realisatie, er door de opdrachtgever samen met adviseurs en de beoogd aannemer gekeken wordt naar de beste of meest efficiënte wijze om dit te doen. Die samenwerking komt aan het begin van het ontwerpproces tot stand en voor het sluiten van de realisatieovereenkomst. Het bouwteam heeft in principe een looptijd voor de duur van slechts één bepaald bouwproces. 
Omdat er sprake is van twee fases, de bouwteamfase en daarna de realisatie, wordt een bouwteam ook wel een twee-fasen-contract genoemd. Voor de aanbesteding van onder andere het bouwteam wordt in Nederland in 2020 gewerkt aan een leidraad voor aanbestedende diensten door het CROW.
Het bouwteam bestaat in ieder geval uit de opdrachtgever, ontwerpende (architect) en uitvoerende partijen (aannemer). Het bouwteam kan gedurende het proces worden uitgebreid met adviseurs, zoals een constructeur.

## Modelovereenkomsten in Nederland
Er bestaan verschillende modelovereenkomsten die gebruikt kunnen worden om een bouwteam te starten. Een model is het VGBouw-model uit 1992. In de praktijk bleek dat dit model te vaak aangepast moest worden aan nieuwe projectmanagement methodieken, werkwijze en inzichten rondom het succesvol samenwerken.
Eind 2018 hebben een aantal adviseurs van Duurzaam Gebouwd het initiatief genomen om een nieuw model op te stellen. In mei 2019 werd een consultatiedocument gepubliceerd door de opstellers, en in mei 2020 werd het definitieve model gepresenteerd als Modelovereenkomst Bouwteam DG 2020. Dit model is kosteloos aan de bouw beschikbaar gesteld.